# 2007年中国大陆
| 中国历史 / 中国历史年表 |
| 世紀： 20世纪中国 / 21世纪中国 / 22世纪中国 |
| 年代： 1970年代中国大陆 / 1980年代中国大陆 / 1990年代中国大陆 / 2000年代中国大陆 / 2010年代中国大陆 / 2020年代中国大陆 / 2030年代中国大陆                     |
| 年份： 2003年中国大陆 / 2004年中国大陆 / 2005年中国大陆 / 2006年中国大陆 / 2007年中国大陆 / 2008年中国大陆 / 2009年中国大陆 / 2010年中国大陆 / 2011年中国大陆 |
| 纪年： 丁亥年（猪年）、中华人民共和国成立58周年 |

## 领导人
- 中共中央总书记：胡锦涛
- 国家主席：胡锦涛
- 国务院总理：温家宝
- 全国人大常委会委员长：吴邦国
- 全国政协主席：贾庆林

## 大事记

### 3月
- 3月16日，《中华人民共和国物权法》在十届人大第五次会议审议通过，并将于同年10月1日起施行。
- 3月20日，中国邮政储蓄银行成立。
- 3月24日，习近平出任上海市委书记，并卸任浙江省委书记。

### 4月
- 4月16日，邯郸农业银行发生建国以来最大的盗窃案，失窃金额达5100万余元。疑犯为金库工作人员任晓峰、马向景，数日后被捕，之后被执行死刑。
- 4月18日，中国铁路第六次大提速，铁路客运速度达到时速200-250公里。

### 5月
- 5月19日，河南电视台播出了记者赴山西暗访黑窑场的节目《罪恶的黑人之路》，揭露了许多非法用工情况，引起中央的重视，并进行专项整治。

### 6月
- 6月29日，中华人民共和国劳动合同法在十届人大第二十八次会议审议通过，并将于2008年1月1日起实施。

### 7月
- 7月18日，济南特大暴雨，造成25人死亡、4人失踪、170多人受伤，和重大财产损失。

### 8月
- 8月13日，湖南省凤凰县在建的沱江大桥突然坍塌，造成64人死亡，22人受伤，直接经济损失近4千万元。

### 9月
- 9月10日，中国主办的2007年國際足協女子世界盃在上海揭幕，德国最终获得冠军。

### 10月
- 10月15日，十七大召开。
- 10月22日，十七届一中全会选举习近平、李克强、贺国强、周永康入新一届政治局常委。
- 10月24日，中国首颗月球探测器嫦娥一号成功发射。

### 12月
- 12月5日，山西省临汾市新窑煤矿发生瓦斯爆炸事故，造成104人遇難，15人受傷。
- 12月22日，南海一号打捞出水。